# Formation des officiers de réserve en Russie

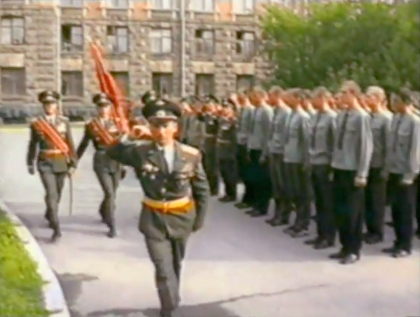
Le colonel Leonid Khabarov dirige la marche d'une garde d'honneur de l'unité de formation des officiers de réserve russe.

Le système russe de formation des officiers de réserve est destiné à la formation des officiers parmi les étudiants des établissements civils russes d'enseignement supérieur.